# Schlacht am Vadimonischen See (310 v. Chr.)
Die Erste Schlacht am Vadimonischen See fand um das Jahr 310 v. Chr. zwischen den Römern und den Etruskern statt.
Im Zweiten Samnitenkrieg waren die Etrusker mit den Samniten gegen Rom verbündet. Damit bedrohten sie die Nordflanke des römischen Herrschaftsgebietes. Am Vadimonischen See (bei Falerii) kam es schließlich zur Schlacht. Die römischen Truppen unter dem Konsul Quintus Fabius besiegten in der Schlacht die Etrusker. Die etruskische Stadt Tarquinii schloss daraufhin einen auf 40 Jahre angelegten Frieden.
Im Jahre 283 v. Chr. kam es am Ufer des Sees zu einer zweiten Schlacht.